# Saint-Gildas-de-Rhuys
Saint-Gildas-de-Rhuys (tiếng Breton: Lokentaz) là một xã ở tỉnh Morbihan trong vùng Bretagne tây bắc Pháp. Xã này có diện tích 15,28 km², dân số năm 1999 là 1436 người. Khu vực này có độ cao từ 0-42 mét trên mực nước biển.
Cư dân của Saint-Gildas-de-Rhuys danh xưng trong tiếng Pháp là Gildasiens.